# Outside Summer Festivals Tour
Tournées par David Bowie
Outside Tour (1995-1996) Earthling Tour (1997)
Le Outside Summer Festivals Tour est une brève tournée de David Bowie donnée pendant l'été 1996.
Elle fait suite à la tournée Outside, achevée en février, mais avec un groupe d'accompagnement réduit, un répertoire légèrement modifié et un dispositif scénique plus simple. Elle compte quelques concerts au Japon suivis d'une série de festivals européens.

## Musiciens
- David Bowie : chant
- Reeves Gabrels : guitare, chœurs
- Gail Ann Dorsey : basse, chœurs
- Zachary Alford : batterie
- Mike Garson : claviers, chœurs[2]

## Dates

### Concerts au Japon
| Date         | Ville      | Pays  | Salle                  | Remarques |
| ------------ | ---------- | ----- | ---------------------- | --------- |
| 4 juin 1996  | Tokyo      | Japon | Nippon Budokan         |           |
| 5 juin 1996  | Tokyo      | Japon | Nippon Budokan         |           |
| 7 juin 1996  | Nagoya     | Japon | Century Hall (en)      |           |
| 8 juin 1996  | Hiroshima  | Japon | Kōsei Nenkin Kaikan    |           |
| 10 juin 1996 | Osaka      | Japon | Osaka-jō Hall          |           |
| 11 juin 1996 | Kitakyūshū | Japon | Kōsei Nenkin Kaikan    |           |
| 13 juin 1996 | Fukuoka    | Japon | Fukuoka Sunpalace (en) |           |

### Festivals européens
| Date             | Ville               | Pays        | Salle                          | Remarques                                                                            |
| ---------------- | ------------------- | ----------- | ------------------------------ | ------------------------------------------------------------------------------------ |
| 16 juin 1996     | Saint-Pétersbourg   | Russie      |                                | Festival des nuits blanches. Concert annulé.                                         |
| 18 juin 1996     | Moscou              | Russie      | Palais d'État du Kremlin       |                                                                                      |
| 20 juin 1996     | Reykjavik           | Islande     | Laugardalshöll                 |                                                                                      |
| 22 juin 1996     | Saint-Goarshausen   | Allemagne   |                                | Loreley Festival                                                                     |
| 23 juin 1996     | Lisbonne            | Portugal    |                                | Super Rock Festival.                                                                 |
| 25 juin 1996     | Toulon              | France      | Zénith                         |                                                                                      |
| 28 juin 1996     | Halle-sur-Saale     | Allemagne   |                                | Outside Festival.                                                                    |
| 30 juin 1996     | Roskilde            | Danemark    |                                | Festival de Roskilde.                                                                |
| 1er juillet 1996 | Athènes             | Grèce       | Stade Apóstolos Nikolaïdis     |                                                                                      |
| 3 juillet 1996   | Tel-Aviv            | Israël      | Parc Hayarkon                  |                                                                                      |
| 5 juillet 1996   | Thourout            | Belgique    |                                | Torhout Festival.                                                                    |
| 6 juillet 1996   | Werchter            | Belgique    |                                | Werchter Festival.                                                                   |
| 7 juillet 1996   | Belfort             | France      |                                | Eurockéennes.                                                                        |
| 9 juillet 1996   | Rome                | Italie      | Stadio Olimpico                |                                                                                      |
| 10 juillet 1996  | Fontvieille         | Monaco      | Chapiteau Espace               |                                                                                      |
| 12 juillet 1996  | Escalarre           | Espagne     |                                | Escalarre Festival.                                                                  |
| 14 juillet 1996  | Sankt Pölten        | Autriche    |                                | St. Polten Festival.                                                                 |
| 16 juillet 1996  | Rotterdam           | Pays-Bas    | Sportpaleis Ahoy               |                                                                                      |
| 18 juillet 1996  | Stratford-upon-Avon | Royaume-Uni | Aérodrome de Long Marston (en) | Phoenix Festival (en). Une chanson de ce concert figure sur l'album LiveAndWell.com. |
| 20 juillet 1996  | Balingen            | Allemagne   |                                | Ballingen Festival.                                                                  |
| 21 juillet 1996  | Bellinzone          | Suisse      |                                | Bellinzona Open Air Festival.                                                        |

## Chansons jouées
- De The Man Who Sold the World : The Man Who Sold the World
- De Hunky Dory : Andy Warhol
- De The Rise and Fall of Ziggy Stardust and the Spiders from Mars : Moonage Daydream
- De Aladdin Sane : Aladdin Sane (1913–1938–197?)
- De Diamond Dogs : Diamond Dogs
- De Low : Breaking Glass
- De "Heroes" : "Heroes"
- De Lodger : Look Back in Anger
- De Scary Monsters (and Super Creeps) : Scary Monsters (and Super Creeps), Teenage Wildlife
- De Tin Machine II : Baby Universal
- De Black Tie White Noise : Jump They Say
- De 1. Outside : Outside, The Hearts Filthy Lesson, A Small Plot of Land, Hallo Spaceboy, The Motel, I Have Not Been to Oxford Town, The Voyeur of Utter Destruction (as Beauty), We Prick You, Strangers When We Meet
- De Earthling : Little Wonder, Seven Years in Tibet, Telling Lies
- Autres chansons de Bowie : All the Young Dudes
- Reprises d'autres artistes : Lust for Life (Iggy Pop), My Death (Jacques Brel), White Light/White Heat (The Velvet Underground)